# Válykó
Koordináták: é. sz. 48° 28′ 08″, k. h. 19° 49′ 25″48.468939°N 19.823714°E
Válykó (szlovákul: Vaľkovo) Csehberek településrésze, 1972-ig önálló község Szlovákiában, a Besztercebányai kerületben, a Poltári járásban.

## Fekvése
Losonctól 28 km-re északkeletre, Csehberektől 2 km-re délkeletre fekszik, a Szuha-patak (Suchá) völgyében, melynek forrása a falu felett van.
Egyike a Csehbereket alkotó két kataszteri területnek, területe 10,1828 km².

## Története
Az osgyáni uradalom része volt.
Vályi András szerint "VALYKÓ. Tót falu Hont Vármegy. Valkó név alatt, földes Urai több Uraságok, fekszik Nagy Szuhának szomszédságában, ’s ennek filiája."
Fényes Elek szerint "Valykó, Gömör-Kis-Honth vmegyében, tót falu, közel Rima-Brezóhoz: 15 kath., 326 evang. lak. F. u. többen."
Gömör-Kishont vármegye monográfiája szerint "Valykó, szuhavölgyi tót kisközség 36 házzal és 200 lakossal. E község hajdan az osgyáni uradalomhoz tartozott. Most a rimamurány-salgótarjáni vasmű r.-t.-nak van itt nagyobb birtoka. A lakosok régebben híres faedényeket és kerekeket készítettek és ma is sokan foglalkoznak ezzel. Ág. h. ev. templomának építési ideje ismeretlen. A községben van posta, távírója és vasúti állomása pedig Pádár."
1910-ben 212 lakosa volt, túlnyomórészt szlovákok. A trianoni békeszerződésig Gömör-Kishont vármegye Rimaszombati járásához tartozott. 1972. január 1. óta Csehberek része.

## Nevezetességei
- Evangélikus temploma.